# Lazovići
Lazovići (en serbe cyrillique: Лазовићи) est un village du nord-est du Monténégro, dans la municipalité de Bijelo Polje.

## Démographie

### Évolution historique de la population[1]
| 1948 | 1953 | 1961 | 1971 | 1981 | 1991 | 2003 |
| ---- | ---- | ---- | ---- | ---- | ---- | ---- |
| 150  | 175  | 211  | 222  | 207  | 197  | 171  |